# Enock Chama
Enock Chama est un boxeur zambien.

## Carrière
Enock Chama est médaillé de bronze dans la catégorie des poids welters aux Jeux africains d'Alger en 1978 ainsi que dans la catégorie des poids super-welters aux Jeux du Commonwealth d'Edmonton en 1978.
Aux Jeux olympiques d'été de 1980 à Moscou, il est éliminé au deuxième tour dans la catégorie des poids moyens par le Cubain José Gómez.